# August Landmesser
August Landmesser (Pinneberg, 24 de maig de 1910 — considerat desaparegut i mort a Croàcia el 17 d'octubre de 1944; declarat mort l'any 1949) era un treballador de la drassana Blohm + Voss d'Hamburg (Alemanya), particularment conegut per la seva presumpta aparició en una fotografia feta el 13 de juny de 1936, durant l'amarament del vaixell d'entrenament Horst Wessel. A la imatge, qui s'ha identificat com Landmesser, apareix de braços plegats, negant-se a fer la salutació nazi.
Landmesser es va afiliar al NSDAP l'any 1931, confiant que aquest gest l'ajudaria a trobar una feina. No obstant, l'any 1935 es va comprometre amb Irma Eckler, una dona d'ascendència jueva, i fou expulsat del partit. La parella va registrar-se per casar-se a Hamburg, però no els fou possible arran de la promulgació de les Lleis de Nuremberg un mes després. El 29 d'octubre d'aquell mateix any naixia Ingrid, la primera filla de la parella.
L'any 1937, la família va intentar fugir a Dinamarca, però foren detinguts. Eckler tornava a estar embarassada, i el juliol del mateix any fou acusada i declarada culpable de deshonrar la raça. La parella va defensar-se afirmant que cap dels dos sabia de la plena ascendència jueva d'Eckler, qui fou amnistiada el 27 de maig de 1938 per falta de proves, però amb l'advertència que una nova ofensa a la raça comportaria una sentència de presó de diversos anys de durada. La parella va mantenir públicament la seva relació, i el 15 de juliol de 1938, Landmesser fou detingut i sentenciat a dos anys i mig de condemna al camp de concentració de Börgermoor.
Irma Eckler fou detinguda per la Gestapo i empresonada a Fuhlsbüttel, on nasqué la segona filla de la parella, Irene. Des d'allà, Eckler fou enviada al camp de concentració d'Oranienburg, d'on anà al camp de concentració de dones de Lichtenburg i finalment, al camp de concentració de Ravensbrück, també de dones, mentre que les filles foren inicialment enviades a un orfenat: es va autoritzar que Ingrid visqués amb la seva àvia materna; mentre que Irene fou enviada a una família d'acollida l'any 1941. Quan l'àvia materna morí, l'any 1953, Ingrid també fou enviada a una família d'acollida.
S'han localitzat cartes d'Irma Eckler fins al gener de 1942, quan es creu que fou enviada al centre d'eutanàsia de Bernburg, on moriren 14.000 persones. L'any 1949, durant la documentació dels fets de la guerra, Irma Eckler fou declarada morta el 28 d'abril de 1942.
Mentrestant, Landmesser fou alliberat el 19 de gener de 1941. Va treballar com a capatàs per Püst, una companyia de transports, però el febrer de 1944 va ser destinat al batalló de càstig (Strafbattalion) de la 999a divisió d'infanteria. Fou declarat perdut en combat i suposadament mort a Croàcia el 17 d'octubre de 1944. Com la seva parella, fou declarat mort l'any 1949. El casament entre August Landmesser i Irma Eckler fou reconegut de manera retroactiva pel Senat d'Hamburg l'estiu de 1951, i la tardor d'aquell any Ingrid Eckler va prendre el cognom del seu pare; mentre que Irene va mantenir el cognom de soltera de la seva mare.